# Tomba di Ostruša

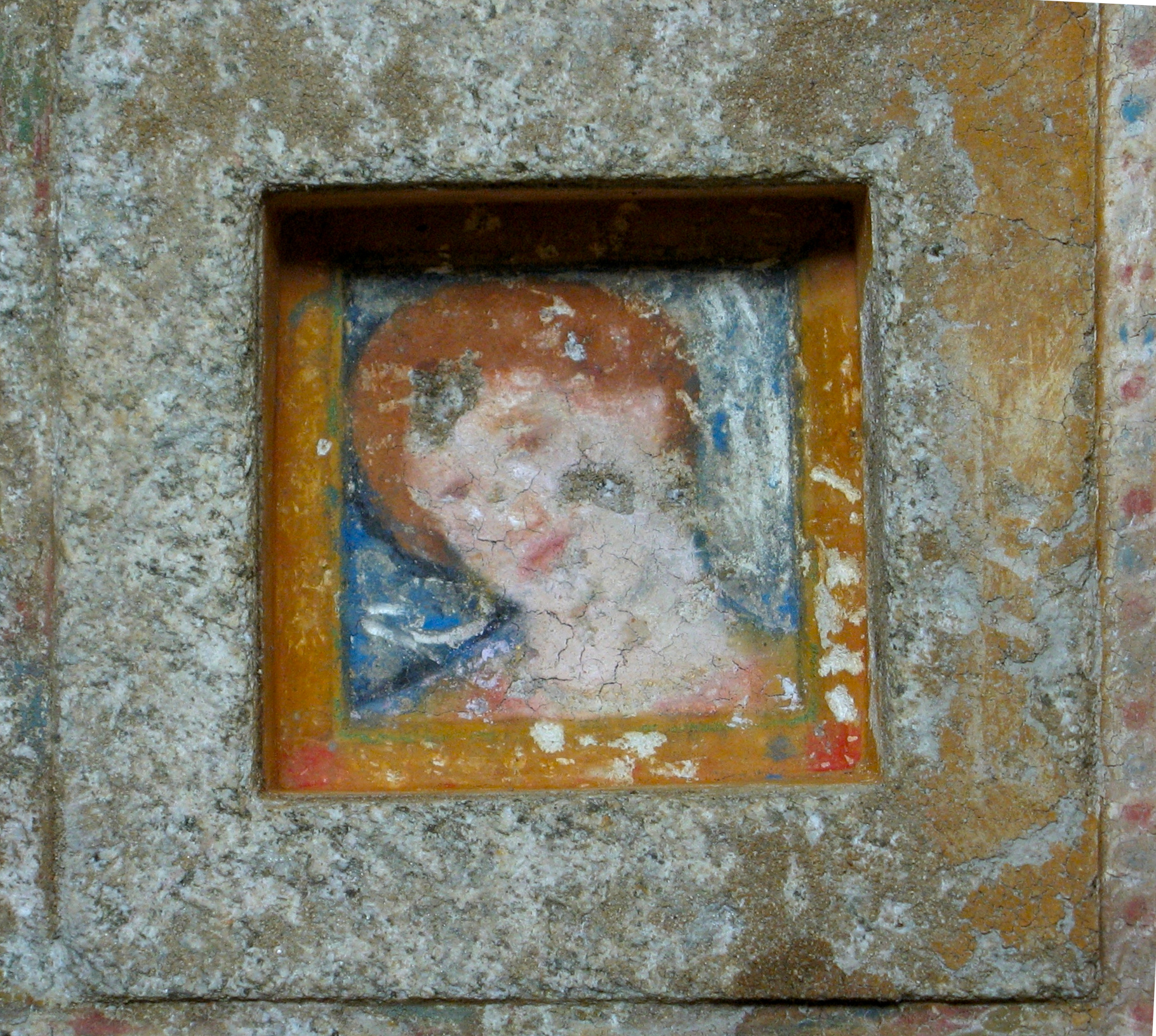
Vista della faccia di una donna nella camera centrale

La tomba di Ostruša è un tumulo funerario tracio vicino alla città Bulgara di Šipka. Fu costruita nella metà del IV secolo a.C. Le strutture di pietra inserite sotto il tumolo, alto più di 18 metri, formano uno dei più grandi e rappresentativi complessi del culto tombale, con 6 stanze e una superficie di 100 metri quadrati. È stato dissotterrato nel 1993.
Una delle stanze si è interamente mantenuta. È costruita con due blocchi di granito scolpito, per un peso totale di più di 60 tonnellate. Il blocco del soffitto è diviso in decine di nicchie dalla forma circolare e quadrata, e ricoperta di ritratti magistralmente pitturati, scene con persone, lotte tra animali, piante e decorazioni geometriche. La maggior parte degli affreschi, tranne il ritratto di una giovane donna nobile, sono gravemente danneggiati. Un cavallo con un set completo di appliques di argento, un collare dorato di un’armatura e due vascelli d’argento sono stati ritrovati in una delle altre stanze, che probabilmente non è stata trafugata nell’antichità.